# Kawachi-Nagano
Kawachinagano (河内長野市, Kawachinagano-shi) és una ciutat i municipi de la prefectura d'Osaka, a la regió de Kansai, Japó. La zona més muntanyosa del municipi rep popularment el nom d'"Okukawachi", que vol dir "Kawachi fondo".

## Geografia
La ciutat de Kawachinagano es troba a l'àrea muntanyosa del sud-est de la prefectura d'Osaka i el govern prefectural la marca dins de la regió de Minamikawachi o Kawachi sud, en record a l'antiga província. Dos rius principals passen per la ciutat, el riu Ishi, el més gran i el riu Amami, més xicotet i tributari del riu Yamato. Al sud i a l'est del municipi es troben els monts Iwawaki i Kongō. El terme municipal de Kawachinagano limita amb els de Ōsakasayama i Tondabayashi al nord, Chihaya-Akasaka i la prefectura de Nara a l'est, Sakai i Izumi a l'oest i la prefectura de Wakayama al sud.

## Història
Des del període Heian fins a l'era Meiji, l'àrea on actualment es troba el municipi de Kawachinagano pertanyia a l'antiga província de Kawachi i, de fet, el nom de la ciutat "Kawachinagano", es podria traduir al català com a "Nagano de/a (la província de) Kawachi". L'actual ciutat de Kawachinagano va ser fundada l'1 d'abril de 1954.

## Transport

### Ferrocarril
- Ferrocarril Elèctric Nankai
  - Estació de Chiyoda
  - Estació de Kawachinagano
  - Estació de Mikkaichichō
  - Estació de Mikanodai
  - Estació de Chihayaguchi
  - Estació d'Amami
- Ferrocarril Kinki Nippon (Kintetsu)
  - Estació de Shionomiya
  - Estació de Kawachinagano

### Carretera
- Nacional 170
- Nacional 310
- Nacional 371

Carreteres prefecturals no. 38, 61, 198, 201, 209, 211, 214, 217, 218 i 221.

## Agermanaments
- Carmel, Indiana, EUA.[3]

## Ciutadans il·lustres
- Hirofumi Yoshimura, alcalde d'Osaka (2011-2019) i governador d'Osaka.
- Takuro Fujii, nedador olímpic.